# Mutantes
Az Os Mutantes brazil együttes. 1966-ban alakultak meg São Paulo-ban. Pszichedelikus rockot, experimental rockot, progresszív rockot és avantgárd zenét játszanak.
Jelenlegi tagok: Sérgio Dias, Esmeria Bulgari, Vinicius Junquiera, Carly Bryant, Henrique Peters és Cláudio Tchernev.
Pályafutásuk alatt 10 nagylemezt, két koncertlemezt, tíz válogatáslemezt, négy EP-t, egy box setet és egy koncertalbumot dobtak piacra.
1978-ban feloszlottak, de 2008 óta megint együtt vannak. A legelső stúdióalbumuk bekerült az 1001 lemez, amelyet hallanod kell, mielőtt meghalsz című könyvbe.

## Diszkográfia
Stúdióalbumok
- Os Mutantes (1968)
- Mutantes (1969)
- A Divina Comédia Ou Ando Meio Desligado (1970)
- Jardim Elétrico (1971)
- Mutantes e Seus Cometas No País Do Baurets (1972)
- Tudo Foi Feito Pelo Sol (1974)
- O A e o Z (1992)
- Tecnicolor (2000)
- Haih or Amortecedor (2009)
- Fool Metal Jack (2013)
- Zzyzx (2020)